# Unix to Unix Copy
Bij Unix to Unix Copy (kortweg: UUCP, de P staat voor protocol) protocol worden bestanden van de ene Unix-computer naar de andere gekopieerd via een seriële verbinding, bijvoorbeeld via een modem of via TCP/IP.
UUCP wordt tegenwoordig niet vaak meer gebruikt.